# Jessica Klimkait
Jessica Klimkait (Whitby, 31 de diciembre de 1996) es una deportista canadiense que compite en judo.
Participó en los Juegos Olímpicos de Tokio 2020, obteniendo una medalla de bronce en la categoría de –57 kg.
Ganó cuatro medallas en el Campeonato Mundial de Judo entre los años 2021 y 2024, y tres medallas en el Campeonato Panamericano de Judo entre los años 2017 y 2023.

## Palmarés internacional
| Juegos Olímpicos        | Juegos Olímpicos          | Juegos Olímpicos  | Juegos Olímpicos |
| Año                     | Lugar                     | Medalla           | Categoría        |
| ----------------------- | ------------------------- | ----------------- | ---------------- |
| 2020                    | Tokio (Japón)             | Medalla de bronce | –57 kg           |
| Campeonato Mundial      |                           |                   |                  |
| Año                     | Lugar                     | Medalla           | Categoría        |
| 2021                    | Budapest (Hungría)        | Medalla de oro    | –57 kg           |
| 2022                    | Taskent (Uzbekistán)      | Medalla de bronce | –57 kg           |
| 2023                    | Doha (Catar)              | Medalla de bronce | –57 kg           |
| 2024                    | Abu Dabi (EAU)            | Medalla de bronce | –57 kg           |
| Campeonato Panamericano |                           |                   |                  |
| Año                     | Lugar                     | Medalla           | Categoría        |
| 2017                    | Ciudad de Panamá (Panamá) | Medalla de oro    | –57 kg           |
| 2018                    | San José (Costa Rica)     | Medalla de bronce | –57 kg           |
| 2023                    | Calgary (Canadá)          | Medalla de bronce | –57 kg           |